# Фридрих Албрехт Лудвиг Фердинанд фон Зайн-Витгенщайн-Берлебург
Фридрих Албрехт Лудвиг Фердинанд фон Зайн-Витгенщайн-Берлебург (на немски: Friedrich Albrecht Ludwig Ferdinand zu Sayn-Wittgenstein-Berleburg; * 12 май 1777, Берлебург; † 11 ноември 1851, Берлебург) е последният княз на Княжеството Сайн-Витгенщайн-Берлебург и след това племенен господар.

## Биография
Той е вторият син на 1. княз Кристиан Хайнрих фон Зайн-Витгенщайн-Берлебург (1753 – 1800) и съпругата му графиня Шарлота Фридерика Франциска фон Лайнинген-Вестербург-Грюнщат (1759 – 1831, Берлебург), дъщеря на Кристиан Йохан фон Лайнинген-Вестербург (1730 – 1770) и Кристиана Франциска Елеонора, вилд- и Рейнграфиня цу Грумбах, графиня фон Залм (1735 – 1809). Братята му са Франц Август Вилхелм (1778 – 1854) и Август Лудвиг (1788 – 1874).
След смъртта на баща му Албрехт, като най-голям син, става през 1800 г. управляващ княз. През 1806 г. княжеството отива към Великото херцогство Хесен и през 1816 г. към Прусия. Така свършва неговото управление през 1806 г. В Кралство Прусия той става племенен господар с глас в „Провинциалния Ландтаг на провинция Вестфалия“. От 1826 до 1845 г. е член на „Провинциалния Ландтаг“, от 1847 г. на първия, а през 1848 на втория „Обединен Ландтаг“. Като племенен господар е представян в „Обединените Ландтаге“ от Хайнрих Фридрих фон Иценплиц (1799 – 1883).
Княз Албрехт е музикант, свири на няколко инструмента и сам дирижира дворцовата капела.
Албрехт умира на 74 години на 11 ноември 1851 г. в Берлебург. Синут му Албрехт Фридрих (1834 – 1904) го последва като племенен господар.

## Фамилия
Албрехт се жени на 18 август 1830 г. в Ортенбург за графиня Кристиана Шарлота Вилхелмина фон Ортенбург (* 18 август 1802, Ортенбург; † 10 октомври 1854), дъщеря на граф Йозеф Карл Леополд Фридрих Лудвиг фон Ортенбург (1780 – 1831) и графиня Каролина Луиза Вилхелмина фон Ербах-Ербах (1779 – 1825). Те имат четири деца:
- Луиза Шарлота Франциска Фридерика Каролина фон Зайн-Витгенщайн-Берлебург (* 24 септември 1832; † 10 ноември 1899), неомъжена
- Албрехт Фридрих Август Карл Лудвиг Кристиан фон Зайн-Витгенщайн-Берлебург (* 16 март 1834; † 9 ноември 1904), 3. княз на Зайн-Витгенщайн-Берлебург, племенен господар, неженен
- Густав Волфганг Вилхелм Кристиан Фридрих (* 20 май 1837, Берлебург; + 1 април 1889, Берлебург), принц, женен на 24 септември 1878 г. в Асумщат за фрайин Мари фон Геминген-Хорнберг (* 24 ноември 1855, Бабщат; † 10 октомври 1946, Берлебург); имат две дъщери и двама сина, единият Рихард (1882 – 1925, при автомобилна катастрофа) е 4. княз на Зайн-Витгенщайн-Берлебург
- Карл Максимилиан Франц Вилхелм Кристиан Лудиг (* 2 юни 1839; † 29 март 1887), неженен